# Jacobya
Jacobya là một chi bọ cánh cứng trong họ Chrysomelidae.
Chi này được miêu tả khoa học năm 1901 bởi Weise.

## Các loài
Các loài trong chi này gồm:
- Jacobya cavicollis (Fairmaire, 1880)
- Jacobya notabilis Weise, 1902
- Jacobya ochracea Weise, 1901
- Jacobya pilosula Weise, 1902
- Jacobya viridis Weise, 1904